# Миксолидийский лад
Миксолидийский лад — один из натуральных ладов. Был широко распространён в античности и средневековье, играет значительную роль в блюзе, джазе, рок-н-ролле и кантри. Название образовано от др.-греч. μῖξις (букв. «смешение») и названия лидийского лада.
В своей основе этот лад диатоничен; простейшим его примером может служить последовательность белых клавиш на фортепиано от соль до соль. Звукоряд миксолидийского лада совпадает с натуральным мажором, в котором VII ст. понижена. Миксолидийский лад, наряду с ионийским и лидийским, относится к группе натуральных ладов мажорного наклонения.
Характерными (специфичными) для миксолидийского лада считаются обороты, в которых VII низкая ступень соответственно тяготеет вниз.

## Древнегреческая музыка

### Строение миксолидийского лада
В древнегреческой системе современный миксолидийский лад именовался по-другому — гипофригийским или гиперлидийским (что одно и то же), отражая таким образом схему его образования. Октава разделялась на два одинаковых тетрахорда, к которым прибавлялся соединительный тон. В древнегреческой системе было три основных лада, где соединительный тон ставился между тетрахордами, но кроме них существовали и другие лады: в них этот тон стоял либо до двух тетрахордов (лад получал приставку «гипо-»), либо после (такой лад получал приставку «гипер-»). Так фригийский (тогда) тетрахорд имел следующее строение:
| тон-полутон-тон |

Дублированием фригийского тетрахорда с прибавлением соединительного тона в начале получался гипофригийский, ныне миксолидийский, лад:
| тон+тон-полутон-тон-тон-полутон-тон |

Однако, миксолидийский лад мог быть получен и с помощью лидийского тетрахорда:
| тон-тон-полутон |

Дублированием лидийского тетрахорда с прибавлением соединительного тона в конце получался гиперлидийский, ныне также миксолидийский, лад:
| тон-тон-полутон-тон-тон-полутон+тон |

Пример миксолидийского лада от тоники соль: прослушатьо файле

### Этическое значение
Древние греки были очень чувствительны к музыкальному ладу: каждый лад они переживали с определённым этико-эстетическим содержанием. Так, Аристотель делит лады на этические, практические и энтузиастические. Практическими он называет те лады, которые возбуждают и укрепляют человеческую волю и стремление к действию. Сюда же, по мнению Аристотеля, относится и гипофригийский — «лад бурной деятельной силы».
Каждое племя выступало со своей национальной музыкой, и каждое племя имело свой излюбленный музыкальный лад. Гипофригийский лад был не так широко распространён в Древней Греции. Подобно тому как эолийский лад с течением времени приблизился по своему «этосу» к тогда дорийскому ладу и стал называться гиподорийским, так ионийский лад, первоначально самостоятельный, в эпоху сведения тональностей в единую схему был сближен с фригийским (тогда), и эта модификация ионийского стала называться гипофригийским ладом. Гипофригийским ладом стали пользоваться гидравлисты, авлеты и любые музыканты, склонные к орхестическим (хоровым) композициям, однако, Аристотель посчитал этот лад неспецифичным для хора, так как в нём содержится меньше всего мелодий, которые максимально нужны хору.
Аристотель утверждает, что гипофригийский лад негоден для трагических ладов как раз ввиду его немелодичности, даже называет этот лад «подражательным». Но, опять же, только Аристотель впервые заговаривает о «практическом этосе» гипофригийского лада, однако, к его времени уже совершилось объединение всех тональностей в одну шкалу, и фригийский (тогда) лад со своей возбуждённостью успел повлиять на расслабленную мягкость ионийского лада. Тогда становится понятным, почему для Аристотеля гипофригийский лад не годится для хоров, а годится для сольных выступлений в трагедии, и почему любовная и застольная лирика могла вполне сохранить старый ионийский лад.
Впрочем, в музыке Древней Греции, наряду с гипофригийским ладом, существовало понятие и отдельного миксолидийского лада. Платон относит этот лад к группе этических, то есть тех, которые, наоборот, разрушают равновесие психической жизни. Он очень отчетливо чувствует френетизм того миксолидийского лада, считая, такой лад плачевным, соответствующим женской, а не мужской психике.
Существовавший тогда миксолидийский лад отчётливо переживался как страстно-жалобный, противоположный гиполидийскому ладу. Плутарх пишет, что миксолидийский лад — тоже патетический и подходящий для трагедий. Аристоксен утверждает, что первая изобрела миксолидийский лад Сапфо, а от неё узнали его трагические поэты. Заимствовав его, они соединили этот лад с тогда дорийским (то есть сейчас с фригийским), так как последний обладает пышностью и серьёзностью, а первый, миксолидийский, — патетическим характером, трагедия же представляет смешение обоих.
В миксолидийском, то есть смешанно-лидийском, кроется смешение чистого лидийского с дорийским. Этот лад хорошо подходил к трагедии, в особенности к тем её местам (и в хорах, и в монодиях), где выражался ужас по поводу катастрофы. Аристотель пишет, что жалобность, тихость и певучесть имеют другие лады, в особенности, миксолидийский, потому-то он и подходит к хорам. Судя по занятым строениям звукорядов других ладов, а также характеристике миксолидийского лада, следует, что под этим понятием возможно подразумевался современный локрийский лад (см. далее).

## К Средневековью
Церковные лады представляли единую систему ладов, построенных на основе таких понятий, как амбитус, реперкусса и финалис. В рамках этой системы каждый лад назывался тоном, имел свой номер и подвид. Седьмой автентический тонус (tetrardus authenticus) стали именовать миксолидийским ладом (по Боэцию, см. рисунок ниже), а бывший до того миксолидийским лад получил название гипофригийского:
Переданная Боэцием систематизация греческих транспозиционных гамм Птолемея (транспозиций «совершенной системы», которые воспроизводили названия ладов — лидийский, фригийский и т. д., — но только в обратном, восходящем порядке) в «Alia musica» была ошибочно принята анонимным средневековым автором IX века за систематизацию ладов, — так гипофригийский лад остался переименованным в миксолидийский навсегда.

### Миксолидийский лад
Всякая ладовая система у древних греков расценивалась с точки зрения того или иного тяготения тонов, а следовательно, и с точки зрения ладового тяготения. То есть утверждать, что миксолидийский (тогда гипофригийский) лад Древней Греции — есть исключительно модальный, нельзя; в нём присутствует своя собственная функциональная система тонов, отличная от привычных нам минора и мажора.
В качестве примера миксолидийского лада в церковных песнопениях можно привести фрагмент партитуры «Kyrie eleison» мессы «Tempore paschali»:
В миксолидийском ладу от соль написан мотет «Пророчества сивилл» Орландо ди Лассо:
Фугетта «Сие десять священных заповедей» из IV хоральной прелюдии «Немецкая органная месса» И. С. Баха также написана в миксолидийском ладу.
Вскоре, с развитием музыкальной истории, стало ясно, что все семь ладов не есть особенность конкретно Древней Греции и (затем) григорианских хоралов: они встречаются у многих других народов в самых разных частях света. В древнерусской системе лидийский тетрахорд, лежащий в основе самого лада, назывался «большим», — построенный на нём лад, то есть миксолидийский, можно заметить в русских народных песнях «Про татарский полон», «Из-за лесу, да лесу темного» и других.
Как пример использования миксолидийского лада в ирландской народной музыке можно привести песни «Она проходила через ярмарку» и «Одним майским утром».
В индийской системе ладов (тхатов) миксолидийский лад назывался «кхамадж». В арабской системе ладов (макамов) А. Джами также присутствует миксолидийский лад под именованием «ушшак».
В эпоху господства мажора и минора (XVIII-XIX вв.) «старая» модальность оказалась почти полностью вытеснена тональными структурами. Редкий случай применения миксолидийского лада встречается, например, в середине трио III части симфонии № 1 Бетховена.

## Современность

### Эпоха романтизма
От эпохи романтизма XIX века начинается процесс возрождения модальности и её постепенной эмансипации от тональности (Шопен, Глинка, Римский-Корсаков, Мусоргский, Григ и некоторые другие композиторы). Естественно, что в эту эпоху модальные лады поначалу ответвляются от мажора и минора — тональных ладов, либо как лады производные, либо на основе смешения ладов или своего рода «альтерации» (хроматического изменения звуков) отдельных аккордов.
Миксолидийский лад встречается в хоре «Ай, во поле липенька» из III акта оперы «Снегурочка» Н. А. Римского-Корсакова.
Смешанный лидийско-миксолидийский (подгалянский) лад можно услышать в «Острове радости» и в «Детском уголке» (часть 5 — «Маленький пастух») К. Дебюсси, частично миксолидийский лад встречается в хоре «На кого ты нас покидаешь» из «Бориса Годунова» и песне «Спи, усни, крестьянский сын» М. П. Мусоргского и т. д. Этот лад, типичный для Бартока, можно найти, например, в его танце «экосез», но уже не в качестве смешения в ладовом строении, а, скорее, как перекличка (то есть чередование) до-лидийского и до-миксолидийского:

Однако, отпочковавшись от тонально-функциональной системы мажора и минора, новая модальность быстро развивается в сторону максимально возможного удаления от неё и предельного выявления модальной специфики (Стравинский, Барток, Мессиан и др.).

### Миксолидийский лад в XX веке
Мощный стимул к развитию модальности в XX в. был дан нарастающими волнами интереса к народной музыке, вплоть до тенденции к цитатно-точному воспроизведению её характерных особенностей.
Примеры использования миксолидийского лада можно найти в «Сказке про шута» С. С. Прокофьева, в фуге C-dur № 1 из сочинения «24 прелюдии и фуги» Д. Д. Шостаковича, в хоре «Коляда» Г. В. Свиридова и др.